# Gojko Šušak
Gojko Šušak (Široki Brijeg, 1945. március 16. – Zágráb, 1998. május 3.) horvát politikus, 1991-től 1998-ig a Horvát Köztársaság 5. honvédelmi minisztere. 1990-től 1991-ig kivándorlási miniszter, 1991-ben honvédelmi miniszterhelyettes.

## Élete és pályafutása

### Ifjúkora és emigrációja
Šušak 1945. március 16-án született Široki Brijegben, Hercegovina horvát többségű részén, a mai Bosznia-Hercegovinában, Ante és Stana Šušak hatodik gyermekeként. Édesapja és egyik testvére is eltűnt a második világháború végén. Mindketten a Független Horvát Állam fegyveres erőiben harcoltak, és utoljára Zágrábban látták őket, miután a jugoszláv hadsereg belépett a városba. Gojko az általános iskolát és a középiskolát Široki Brijegben végezte. 1963-ban Fiuméba költözött, ahol az egyetem tanárképző főiskoláján fizika és matematika szakon tanult.
1968. augusztus 15-én elhagyta Jugoszláviát, és az ausztriai Frohnleitenbe ment, ahol hat hónapig élt. Ezután Kanadába emigrált, és az ottawai Algonquin College-ban gazdasági és adminisztrációs ismereteket tanult. 1969 és 1972 között a Scott's Chicken Villa étteremlánc vezetője volt. 1972-ben magánvállalkozásba kezdett, és megalapította saját kisvállalkozását, a Susak Enterprises Ltd-t és a GG Decor and Interior Design-t. Sikeres pizzérialáncot vezetett. 1973-ban összeházasodott egy másik horvát migránssal, Đurđa Gojmerac szociális munkással. Két lányuk (Katarina és Jelena) és egy fiuk (Tomislav) született, valamennyien Ottawában éltek.
Kapcsolatban állt a kanadai horvát ferencesekkel, különösen a norvali missziójukkal, amely segítette a horvátokat Észak-Amerikában. Šušak az egyik legaktívabb horvát bevándorló volt Kanadában, és hamarosan a kanadai horvátok egyik kiemelkedő alakjává vált. Részt vett horvát iskolák, futballklubok és egyházi rendezvények szervezésében. Létrehozta a Croatian Studies Foundationt és a Horvát-Kanadai Kulturális Szövetséget. 1985-től Šušak az ottawai Horvát Iskola igazgatója volt. 1988-ban segédkezett a Waterloo Egyetem Horvátországi Tanszékének megnyitásában. A későbbi horvát elnök Franjo Tuđman 1987-ben tett először látogatást a kanadai horvát közösségekben. Ott találkozott Šušak-kal, aki megszervezte első előadását. Tuđman később 1989-ben megalapította a Horvát Demokratikus Közösséget (HDZ). Šušak, aki lelkes antikommunista és Horvátország Jugoszláviától való függetlenedésének támogatója segítette Tuđmant, és pénzt gyűjtött kampányához. Hamarosan Tuđman egyik legközelebbi munkatársa lett.

### Visszatérés Jugoszláviába
1990 januárjában Šušak visszatért Jugoszláviába, és Zágrábban részt vett a HDZ 1. kongresszusán. Az 1990 májusában megtartott első parlamenti választást követően Šušakot május 30-án kivándorlási miniszternek nevezték ki. Mandátumában Šušak leginkább azzal a feladattal utazott külföldre, hogy kapcsolatot teremtsen a horvát diaszpórával, és erősítse a diplomáciai és gazdasági kapcsolatokat azokkal az országokkal, ahol jelentős számban éltek horvát emigránsok. Šušak az úgynevezett „hercegovinai lobbi” vezetőjének számított, amely több vezető pozíciót is szerzett a HDZ-kormányon belül. Šušak ügyesen nyitotta meg az amerikai kontinensen egymáshoz szorosan kötődő hercegovinai közösség pénztárcáját, és több millió dollár értékű hozzájárulást juttatott Tuđman kampányához. Létfontosságú szerepet játszott a HDZ finanszírozásában, mely meggyőző előnyt biztosított a pártnak a politikai ellenzékkel szemben.
1991. március 4-től a honvédelmi miniszter helyettese volt. 1991 március 31-én megkezdődött a horvátországi háború Horvátország és a krajinai felkelők között, akiket a Jugoszláv Néphadsereg (JNA) támogatott. Visszaemlékezések szerint Šušak egy olyan csoportban tevékenykedett, amely 1991 áprilisában, a borovo selói csata előtt Armbrust páncéltörő rakétákat lőtt ki civil házakra a többnyire szerbek lakta Borovo Selóban. 1991. június 25-én Horvátország és Szlovénia kikiáltotta függetlenségét Jugoszláviától. A kormány tagjaként Šušak segített összegyűjteni a gazdag emigránsok adományait a fegyvervásárláshoz. Egy 1991 szeptemberében adott interjújában úgy becsülte, hogy a horvát csapatok által használt mintegy 5000 kézi lőfegyvert emigráns pénzen vásárolták. 1991. szeptember 18-án, egy nappal azután, hogy Luka Bebić lemondott posztjáról, és négy nappal a laktanyai csata kezdete után Šušakot védelmi miniszterré nevezték ki. Helyettesének Ivan Milast nevezték ki.

### A védelmi minisztérium élén
Šušak miniszteri kinevezése idején Horvátországban országszerte heves összecsapások kezdődtek, különösen Kelet-Horvátországban. A JNA offenzívája Vinkovcéra és Vukovárra összpontosult, melyet Šušak a sztálingrádi csatához hasonlított. A védelmi minisztérium a rendelkezésre álló fegyverek nagy részét a keleti fronton és a vukovári csatában vetette be. A lőszerek 50-60%-át Vukovár környékén használták, amelyet a JNA csapatai november 18-án foglaltak el. 1991 júliusában a később Horvát Hadseregre (HV) átkeresztelt Horvát Nemzeti Gárda (ZNG) mindössze három-négy dandárral, de viszonylag nagy létszámú rendőri erővel rendelkezett. Anton Tus tábornoknak a HV vezérkari főnökévé való kinevezésével és a Šušak által végrehajtott szerkezetátalakítással december elejére a ZNG-nek 60 dandárja jött létre. Szeptember 25-én az Egyesült Nemzetek Szervezete fegyverembargót rendelt el. A horvát kormány folytatta a fegyvervásárlást, de megkezdte saját aknavetők, géppuskák és tankok gyártását is.
A JNA 1991 végére birtokba vette Horvátország területének körülbelül egynegyedét, amelyet a Krajinai Szerb Köztársaság (RSK) részévé nyilvánítottak. 1992. január 2-án Šušak és Andrija Rašeta JNA tábornok tűzszünetet írt alá Szarajevóban, amely másnap lépett életbe. Šušak ezt az időt használta fel, hogy fegyvereket gyűjtsön és felállítsa a horvát fegyveres erőket. Az Egyesült Államokkal való szorosabb kapcsolatokra is összpontosított.
1992 elején a háború átterjedt a szomszédos Bosznia-Hercegovinára, ahol a horvát kormány segített felfegyverezni a Horvát Védelmi Tanácsot (HVO), a horvát fősereget és a Bosznia-Hercegovinai Köztársaság Bosnyák Hadseregét (ARBiH). A védelmi minisztérium logisztikai központokat hozott létre harcosok, fegyverek és lőszerek küldésére az ARBiH-ba. A HV egységeket Boszniai Szávamentén telepítették, és részt vettek a Boszniai Szerb Hadsereg (VRS) elleni Sakál hadműveletben. 1991. november 18-án autonóm horvát területi egységként megalakult a Herceg-Boszniai Horvát Közösség. Šušak Herceg-Bosznia egyik legfőbb támogatója volt a kormányban, Marko Attila Hoare brit történész szerint pedig a horvátországi támogatás összekötő kapcsaként működött a boszniai horvát szeparatizmusban. A horvátok és a bosnyákok viszonya 1992 végére megromlott, ami a horvát-bosnyák háborúhoz vezetett. A háború alatt a VRS ellen Kelet-Hercegovinában HV egységeket telepítettek a frontvonalra. A védelmi minisztérium a Herzeg-Bosznia állam hivatalos katonai alakulatához, a HVO-hoz küldött a Herzeg-Boszniából származó önkénteseket. A HVO-t finanszírozó horvátországi pénzösszeg legmagasabb értéke meghaladta a napi 500 000 dollárt. Šušak támogatta a Vance-Owen tervet, amely 10 etnikai alapú tartományt hozott volna létre Bosznia-Hercegovinában. Szorosan együttműködött David Owen EB-képviselővel, aki elfogadta néhány javaslatát. 1994. március 18-án aláírták az Egyesült Államok közvetítésével létrejött washingtoni megállapodást, amely véget vetett a horvát-bosnyák konfliktusnak, és létrehozta a Horvát-Bosnyák Föderációt.
Šušak nem barátkozott olyan tisztekkel vagy politikusokkal, akik korábban a kommunista párthoz vagy a JNA-hoz tartoztak. 1994-ben a HDZ tisztségviselőinek egy csoportja, köztük Stjepan Mesić, a későbbi horvát elnök, az őt és Josip Manolićot ért kritikák miatt kilépett a pártból. Mesić elmondta, hogy Šušak nem kedveli őt, amiatt a nézete miatt, hogy Horvátország a második világháború alatti antifasiszta harcnak köszönhetően jött létre.

### A hadsereg újjászervezése
A Bush-kormány semleges álláspontot képviselt a szlovéniai, horvátországi és bosznia-hercegovinai háborúk kezelésében, és az Európai Unióra bízta a válság kezelését. Bill Clinton elnökké választása után az Egyesült Államok politikája jelentősen megváltozott a régióban. A Clinton-kormány keményebb álláspontot képviselt Slobodan Milošević-csel szemben. Šušak a háború után kijelentette, hogy „az Egyesült Államok politikája 1991-ben és ma olyan, mint ég és föld. Ma már partnerek vagyunk, míg az elején mi voltunk azok, akik megbolygatták azt a rendet, amely valahogy megfelelt nekik”.
Az Egyesült Államok kormánya 1994 tavaszán kezdett szorosan együttműködni a horvát kormánnyal. Šušak lett az USA-val kapcsolatos horvát diplomácia fő személye, és a horvát-amerikai kapcsolatokban is a Honvédelmi Minisztériumot tekintették kulcsfontosságúnak. Šušakot a Pentagon katonai körei tisztelték, különösen igaz ez Egyesült Államok védelmi miniszterére, William Perryre, aki „szavatartó embernek” tartotta.
Šušak 1994 márciusában katonai segítséget kért Perrytől, de mivel az ENSZ fegyverembargója még érvényben volt, az Egyesült Államok kormánya Šušakot a Military Professional Resources Inc.-hez (MPRI), mint katonai magánvállalkozóhoz utalta. Az MRPI nyugalmazott amerikai tisztjei technikai segítséget nyújtottak a horvát tiszteknek. 1994. november 29-én a Šušak vezette horvát delegáció találkozott a Pentagonban az Egyesült Államok képviselőivel, köztük Perryvel és Wesley Clark tábornokkal. Katonai együttműködést írtak alá az Egyesült Államok és Horvátország között, és tárgyalásokat folytattak a térség, különösen Bihács térségének helyzetéről. Šušak azt mondta, hogy Horvátországnak nincs szüksége katonai segítségre, de megértést kért, ha Horvátországnak lépnie kell határai megvédése érdekében. 1995 februárjában Šušak Washingtonba látogatott, és kifejezte szándékát a megszállt terület katonai átvételére. Azt mondták neki, hogy egy katonai offenzíva nagy kihívás lenne, és az Egyesült Államok nem tud segítséget nyújtani. Egy müncheni találkozón Richard Holbrooke és Perry azt mondta Šušaknak, hogy a horvát hadseregnek nincs ereje az RSK erőinek legyőzéséhez. Az Egyesült Államok támogatta a horvát segítségnyújtást Bihács védelmében, de a Clinton-kormányzat megosztott volt abban, hogy milyen álláspontot képviseljen az RSK elleni offenzíva esetén.
A Honvédelmi Minisztérium a horvát fegyveres erők modernizálásával, átszervezésével és felfegyverzésével kapcsolatban ambiciózus tervet fogalmazott meg. Körülbelül egymilliárd dollárt költöttek kézi- és nehézfegyverekre, amelyeket többnyire a Varsói Szerződés korábbi országaiból vásároltak. Az MPRI segített a horvát tisztek kiképzésében. Šušak már 1994 októberében új oktatási programot hajtott végre a tisztek és altisztek számára, a NATO gyakorlata alapján. A hadsereg főparancsnoksága a Vezérkar lett, amely alatt hat hadtest (gyülekezési körzetek: Zágráb, Split, Gospić, Eszék, Károlyváros és Belovár) és egy hadszíntér, valamint a horvát haditengerészet és a horvát légierő és légvédelem állt. A hadtestek általában egy gépesített gárdadandárt, 3-6 gyalogdandárt, 3-6 honvédezredet, logisztikai bázist, tüzértámogató zászlóaljakat, páncélelhárító és légvédelmi egységeket, valamint számos kisebb egységet, köztük tartalékos egységeket is tartalmaztak. Hét gárdadandár volt, amelyek a horvát hadsereg fő erői voltak. A tartalékos egységekhez 28 gyalogdandár és 38 honvédezred tartozott. Az 1994-ben megalakult 1. Horvát Gárdahadtest, mely közvetlenül a Honvédelmi Minisztériumnak volt alárendelve.
1994 végére befejeződött a horvát hadsereg újjászervezése. Létszáma 96 000 fő volt, és 320 105–203 mm-es tüzérségi eszköze volt. A horvát légierő 40 repülőgéppel és 22 helikopterrel rendelkezett, míg a haditengerészetnek 28 hajója volt. 1995-ben a hadsereg nyolc dandárba szerveződött, mely összesen 140 000 katonából állt. A Honvédelmi Minisztérium költségvetése 5,6 milliárd dollár volt. A védelmi költségvetés 1995-ben érte el a csúcsot, amikor a GDP 11,38%-át tette ki, szemben az 1991-es 5%-kal. Ez a nemzeti költségvetés több mint 35%-át tette ki. A horvát hadsereg regionális hatalommá vált.

### A háború végső szakasza
November végén folytatódott a krajinai és a boszniai szerb erők offenzívája Bihács ellen. Ha a bihácsi zseb kiesett volna, a Krajinai Szerb Köztársaság (RSK) és a Boszniai Szerb Köztársaság erői által ellenőrzött terület összeolvadt volna, ami nagyon megnehezítette volna Horvátország helyzetét. Emiatt Šušak találkozót szervezett a HV és az HVO parancsnokai között, hogy a térségben szélesebb körű hadműveletet szervezzenek. December 2-án Šušak kijelentette, hogy „Horvátország nem várja meg Bihács bukását”. Néhány nappal korábban Šušak elrendelte a HV-HVO „Zima '94” hadműveletét Délnyugat-Boszniában, amelynek parancsnokai Tihomir Blaškić, Janko Bobetko és Ante Gotovina voltak. Tuđman elnök hosszú ideig katonai offenzívát tervezett az RSK ellen. 1995 januárjában indítványozta az UNPROFOR horvátországi mandátumának megszüntetését, de átmenetileg elhalasztott minden akciót. Az ezt követő katonai offenzívákhoz a csapatok létszámát további mozgósításokkal növelték. Május 1-jén a Horvát Hadsereg Nyugat-Szlavóniában megkezdte a „Bljesak” kódnevű hadműveletet. A 36 órán át tartó, horvát győzelmet eredményező offenzívában több mint 7000 katona vett részt, és 588 km2 területet sikerült visszaszerezni. A HV-nek akkoriban 393 páncélozott járműve volt, ebből 232 harckocsi.
Júliusban Šušak ismét Washingtonba utazott, és ismét kinyilvánította az RSK elleni katonai támadás tervét. Július 11-én a Boszniai Szerb Köztársaság hadserege elfoglalta Srebrenicát. A hónap végére kiéleződött a harc a bihácsi zsebben. Tuđman aláírta Alija Izetbegović-tyal a kölcsönös védelemről szóló megállapodást. A közös HV és HVO erők Nyugat-Boszniában megkezdték a „Ljeto '95” hadműveletet, és elvágták Knint a Boszniai Szerb Köztársaságtól. Ezután a horvát vezetés úgy döntött, hogy átfogó támadást intéz az RSK ellen. 1995. július 31-én a horvát katonai és politikai vezetés találkozót tartott a Brijuni-szigeteken, ahol megvitatták a közelgő „Oluja” hadművelet részleteit. Úgy becsülték, hogy négy-nyolc napon belül győzelmet lehet elérni. A Pentagon úgy vélte, hogy ez az állítás túl optimista. Augusztus 4-én reggel egy 630 kilométeres fronton támadás indult. Az offenzíva második napján a 7. gárdadandár minimális veszteséggel bevonult a krajinai szerbek székhelyére, Kninbe. Egy nappal később Tuđman Šušakkal és a kormány többi tagjával együtt meglátogatta Knint. A művelet augusztus 8-án ért véget. Gyakorlatilag felszámolta a Krajinai Szerb Köztársaságot, megváltoztatva az erőviszonyokat a régióban. A horvát területek közül ezután már csak Kelet-Szlavónia maradt szerb uralom alatt.
A hadművelet befejezése után tartott sajtótájékoztatón Šušak elmondta: „Srebrenica és Žepa elestét követően már nem engedhettük meg magunknak, hogy várjunk, és végignézzük, hogy valami hasonló történik Bihácson. Több napot töltöttünk a felkészüléssel, jelentést nyújtottunk be a legfelsőbb parancsnoknak, aki azt mondta, hogy képesek vagyunk rá, meghozta a döntést és aláírta a parancsot.” Szeptemberben elindult a „Mistral 2” kódnevű offenzíva a boszniai szerbek ellen Nyugat- és Észak-Boszniában. A horvát csapatok Banja Luka, a Boszniai Szerb Köztársaság fővárosa felé nyomultak. Néhány amerikai képviselő, köztük Galbraith, Clark és Holbrooke, azt tanácsolta Šušaknak, hogy Banja Luka kivételével vegyen el annyi területet a Boszniai Szerb Köztársaságtól, amennyit csak tud. Októberben a HV-HVO erők már csak 16 mérföldre délre voltak Banja Lukától. A szerb vezetés kénytelen volt béketárgyalásokat kezdeni, mert nem akarta kockára tenni fővárosa elfoglalását.  A tárgyalások eredményeként született meg a Daytoni megállapodás, ahol Šušak volt az egyik legfontosabb horvát tárgyaló. Dolgozott egy megállapodáson is, amely a Kelet-Szlavóniának Horvátországhoz való békés visszacsatolásáról szólt.

### A háború utáni időszak
Tuđman 1996. januári parlamenti beszédében kijelentette, hogy a hadsereg a háborús időkről a békeidőre áll át. A védelmi minisztérium működését a nemzeti erőforrások gazdaságosabb felhasználására állítják át, és megkezdődik Horvátország csatlakozási folyamata a békepartnerséghez és a NATO-hoz. A védelmi költségvetést a háború utáni első évben a nemzeti költségvetés valamivel kevesebb, mint 25%-ára csökkentették. A háború utáni horvát fegyveres erők gerincét a hivatásos katonák képezték, és a Honvédelmi Minisztérium továbbra is segítséget kapott az MPRI-től. 1997 decemberében új szervezeti struktúrát vezettek be.
1996 februárjában Šušak bírálta a bosnyák katonai parancsnokokat az ellenőrizetlen fegyvergyártás miatt, amelyet a daytoni békemegállapodás fenyegetésének minősített. 1997 januárjában a volt Jugoszláviával foglalkozó nemzetközi büntetőtörvényszék (ICTY) fontolgatta Šušak beidézését. Az ICTY felkérte a védelmi minisztert, hogy adja át a fegyveres erők teljes archívumát, valamint a Honvédelmi Minisztérium és a HVO 1992 áprilisa és 1994 januárja közötti kommunikációjához kapcsolódó összes dokumentumot. Az idézés tárgya jogvitát váltott ki az ügyészség és Horvátország között. Šušakot Horvátország leendő elnöke, Ivo Josipović képviselte ezen az eljáráson.  A HDZ 1998 februárjában tartott 4. általános kongresszusán Šušakot szavazattöbbséggel alelnökké választották.

### Halála és öröksége
Šušaknál 1996 elején tüdőrákot diagnosztizáltak, és ugyanabban az évben a Walter Reed Army Medical Centerben kezelték, akárcsak Tuđmant, akinél 1993-ban szintén rákot diagnosztizáltak. Horvátországban megműtötték, a következő években rák elleni kezelést kapott. Orvosi felügyelet mellett betegsége kontroll alatt volt, egészen 1998. április végéig, amikor állapota rohamosan romlott. Šušak a zágrábi Dubrava Klinikai Kórházban halt meg 1998. május 3-án este, 53 éves korában. Emlékére gyásznapot hirdettek, és május 7-én temették el a zágrábi Mirogoj temetőben. William Perry az Egyesült Államok hivatalos képviselőjeként vett részt Šušak temetésén kijelentette: „Šušak munkássága a horvátok számára kulcsfontosságú volt a szabadság elnyerésében, az amerikaiak számára pedig kulcsfontosságú volt a béke és a stabilitás megteremtésében a régióban”.
Šušak halála után Ivić Pašalić vette át a hercegovinai lobbi vezetését. 2000-re a horvát kormány, főként a védelmi, az újjáépítési és a szociális minisztérium költségvetéséből évi mintegy 300 millió eurót utalt át Hercegovina számára.
2013 májusában az ICTY a Jadranko Prlić elleni elsőfokú ítéletben megállapította, hogy Tuđman, Šušak és Bobetko részt vett a Bosznia-Hercegovina nem horvát lakossága elleni háborús bűnök elkövetésében. 2016. július 19-én azonban a fellebbviteli tanács az ügyben bejelentette, hogy „az eljáró tanács nem tett kifejezett megállapításokat Tudjman, Šušak és Bobetko bűnügyekben való  részvételével kapcsolatban, és nem találta bűnösnek semmilyen bűncselekményben.” 

## Emlékezete
- Zágrábban róla nevezték el a Gojko Šušak sugárutat.
- Široki Brijegben és Sinjben egy teret neveztek el Šušakról.[2][80]
- 2008. május 31-én, halálának tizedik évfordulója alkalmából emlékművét avatták fel szülőhelyén, Široki Brijegben.[81]

### Könyvek, folyóiratok
- Conflict in the former Yugoslavia: an encyclopedia. ABC-CLIO (1998). ISBN 9780874369359
- Bellamy, Alex J.. The Formation of Croatian National Identity: A Centuries-old Dream. Manchester: Manchester University Press (2003). ISBN 978-0-7190-6502-6
- The Yugoslav Crisis in International Law. Cambridge University Press (1997). ISBN 9780521463041
- Bilić, Ivan (2005. március 1.). „Priča o vremenu” (horvát nyelven). National Security and the Future 6 (1), 31–72. o.
- Bing, Albert (2008. október 1.). „Sjedinjene Američke Države i reintegracija hrvatskog Podunavlja” (horvát nyelven). Scrinia Slavonica 8 (1), 336–365. o, Kiadó: Croatian Institute of History.
- Central Intelligence Agency, Office of Russian and European Analysis. Balkan Battlegrounds: A Military History of the Yugoslav Conflict, 1990–1995, Volume 1. Washington, D.C.: Central Intelligence Agency (2002). ISBN 978-0-16-066472-4
- Central Intelligence Agency, Office of Russian and European Analysis. Balkan Battlegrounds: A Military History of the Yugoslav Conflict, 1990–1995, Volume 2. Washington, D.C.: Central Intelligence Agency (2002). ISBN 978-0-16-066472-4
- Chollet, Derek. The Road to the Dayton Accords: A Study of American Statecraft. New York: Springer (2007). ISBN 9781403978899
- Christia, Fotini. Alliance Formation in Civil Wars. Cambridge: Cambridge University Press (2012). ISBN 978-1-13985-175-6
- Clark, Wesley. Waging Modern War: Bosnia, Kosovo, and the Future of Combat. New York: PublicAffairs (2001). ISBN 1-58648-043-X
- Daalder, Ivo H.. Getting to Dayton: The Making of America's Bosnia Policy. Washington, DC: Brookings Institution (2014). ISBN 978-0-8157-1692-1
- Đikić, Ivica. Domovinski obrat: politička biografija Stipe Mesića (horvát nyelven). Zagreb: V.B.Z. (2004). ISBN 9789532014068
- Grandits, Hannes. The New Bosnian Mosaic: Identities, Memories and Moral Claims in a Post-War Society. London: Routledge, 101–122. o. (2016). ISBN 9781317023081
- Hodge, Carole. Britain And the Balkans: 1991 Until the Present. London, England: Routledge (2006). ISBN 978-0-415-29889-6
- Holbrooke, Richard. To End a War. New York: Modern Library (1999). ISBN 978-0-375-75360-2
- Ivanković, Nenad. Ratnik: pustolov i general (jedna biografija) (horvát nyelven). Zagreb: Honos (2001). ISBN 9789539842909
- (1999) „A Brief Review of Civil-Military Relations in the Republic of Croatia”. Croatian Political Science Review, Zagreb, Croatia 35 (1), 36–56. o, Kiadó: Ministry of Defense of the Republic of Croatia.
- Lukić, Renéo (2008. június 1.). „Vanjska politika Clintonove administracije prema ratovima u Hrvatskoj i Bosni i Hercegovini (1993.-1995.)” (horvát nyelven). Journal of Contemporary History 38 (1), 7–39. o, Kiadó: Université Laval.
- Marijan, Davor. Bitka za Vukovar (horvát nyelven). Zagreb: Hrvatski institut za povijest (2004). ISBN 9789536324453
- Marijan, Davor. Storm. Zagreb: Croatian Homeland War Memorial & Documentation Centre (2010). ISBN 9789537439255
- Marijan, Davor (2004). „Expert Opinion: On the War Connections of Croatia and Bosnia and Herzegovina (1991 – 1995)”. Journal of Contemporary History, Zagreb, Croatia 36, 249–289. o, Kiadó: Croatian Institute of History.
- Owen, David. Balkan Odyssey. London: Indigo (1996). ISBN 9780575400290
- Ramet, Sabrina P.. Central and Southeast European Politics Since 1989. Cambridge: Cambridge University Press, 258–285. o. (2010). ISBN 978-1-139-48750-4
- For Kin or Country: Xenophobia, Nationalism, and War. New York: Columbia University Press (2012). ISBN 9780231514491
- Søberg, Marius. Democratic Transition in Croatia: Value Transformation, Education, and Media. College Station: Texas A&M University Press, 31–62. o. (2007). ISBN 978-1-60344-452-1
- Tanner, Marcus. Croatia: A Nation Forged in War. New Haven: Yale University Press (2001). ISBN 978-0-300-09125-0
- Ujević, Dunja. Ministar obrane: jedno sjećanje na Gojka Šuška (horvát nyelven). Zagreb: Alfa (2003). ISBN 9789531684958

### Újságcikkek
- Moseley, Ray. „Fighting Rages Across Croatia”, Chicago Tribune , 1991. szeptember 22.
- „One of the closest colleagues of the president”, Večernji list , 1998. május 5.
- Vukić, Snježana. „U.N. clout unravels further in Bihac”, Bangor Daily News , 1994. december 2.
- Hranjski, Hrvoje. „Croatian official says Bosnian peace is at risk”, Associated Press/The Daily Gazette , 1996. február 25.
- Borovčak, Damir. „Kome je smetalo Ministarstvo iseljeništva?”, Portal Hrvatskoga kulturnog vijeća , 2011. október 4.
- „Umro je ministar obrane Republike Hrvatske Gojko Šušak”, Croatian Radio Television , 1998. május 4.. [2016. október 14-i dátummal az eredetiből archiválva]
- „Kratke vijesti iz Hrvatske”, Croatian Radio Television , 1998. augusztus 4.. [2016. október 14-i dátummal az eredetiből archiválva]
- Ivanković, Davor. „Široki Brijeg: Šušak dobiva spomenik”, Slobodna Dalmacija , 2008. május 29.
- Kifner, John. „Croatia Threatens Direct Military Intervention in Bosnian Fighting”, The New York Times , 1994. január 3.
- Hedl, Dragutin. „The President In Hospital, Croatia On The Eve Of Elections”, Institute for War & Peace Reporting , 2005. november 16.
- „Who will lead Croatia after Tudjman?”, BBC , 1999. december 11.

## Fordítás
Ez a szócikk részben vagy egészben  a   Gojko Šušak című angol Wikipédia-szócikk ezen változatának fordításán alapul.  Az eredeti cikk szerkesztőit annak laptörténete sorolja fel. Ez a jelzés csupán a megfogalmazás eredetét és a szerzői jogokat jelzi, nem szolgál a cikkben szereplő információk forrásmegjelöléseként.